# Personenverbandsstaat
Als Personenverbandsstaat bezeichnen einige Historiker den Staat des Früh- und Hochmittelalters, bei dem sich die Herrschaft auf ein gegenseitiges, persönliches Abhängigkeitsverhältnis zwischen Lehnsherrn und Vasallen gründe.
Den Begriff Personenverbandsstaat hat Theodor Mayer entwickelt und dem „institutionalisierten Flächenstaat“ (dem Territorialstaat) der Neuzeit gegenübergestellt, bei welchem die Herrschaft mit Hilfe öffentlicher Einrichtungen und in einem zusammenhängenden Territorium ausgeübt wird. Diesen Ansatz unterstützten 1940 auch Gerd Tellenbach und 1941 Walter Schlesinger, womit sie das Nachkriegsbild lange Zeit fixierten. Ihre Deutung hatte sich damit von einer älteren auf Recht und Verfassung sowie überpersönliche Institutionen gerichteten Sicht, die als anachronistisch nachgewiesen wurde, auf eine am personalen Herrschaftsprinzip orientierte Perspektive verschoben, wonach auf Treue und Gefolgschaft gegenüber einem Führer beruhende sowie persönliche Bindungen den Staat gebildet hätten. Nach Theodor Mayer konnten „Personenverbandsstaaten […] von überragenden Führern, die Gefolgschaft fanden und Gemeinschaft bildeten, rasch zu größerer Schlagkraft gebracht werden, aber ihr Bestand war auch an die Wirksamkeit dieser Führer gebunden. Große Personenverbandsstaaten werden von genialen Männern getragen und geführt, denen es manchmal gelingt, eine über ihr Leben hinausreichende Gemeinschaft und eine bleibende Tradition zu schaffen.“ Damit seien nach Anne Christine Nagel in starkem Maße zeitgenössische Rechtstheorien von Carl Schmitt und Ernst Rudolf Huber aufgenommen worden.
Erste Kritik an diesem „Spukbild“, das die Treue auch noch als typischen Zug des germanischen „Volkes“ gegenüber der römischen Antike bezeichnet habe, erhob der tschechische Historiker František Graus 1959, indem er aus den Quellen bewies, dass die Treue kein auf die Germanen beschränktes Verhalten war. Mittlerweile haben jüngere Historiker den Begriff in der Mediävistik durch andere Begriffe oder Bezeichnungen ersetzt. In der Kontroverse zwischen Johannes Fried und Hans-Werner Goetz in den 1980er Jahren ging es um die Vorstellungen der karolingischen Zeit hinter dem Begriff regnum (Königtum), wie viel an transpersonalem Staat darin stecke. In den Forschungen über Gruppenbildung und Gruppenbewusstsein im 10. Jahrhundert veröffentlichte Gerd Althoff 1990 (Verwandte, Freunde und Getreue) und 1992 (Amicitiae und Pacta) neue Sichtweisen: Bindungen verwandtschaftlicher und freundschaftlich-genossenschaftlicher Art unter den Adligen waren höherrangig als die Bindung an den Herrscher. Die Pflichten gegenüber dem König traten zurück. Die Bindungen wurden durch eine religiöse Schwureinung (coniuratio) noch weiter gefestigt. Hagen Keller ging bei seiner Analyse der politischen Ordnung des ottonischen Reichs von einer polyzentrischen Herrschaftsordnung aus. Eine Auszählung der Königshöfe sowie von Königsgut, Abgaben, Zöllen und anderen Einkünften beschreibe die staatliche Ordnung und die politischen Gestaltungsmöglichkeiten im 10. und 11. Jahrhundert nicht hinreichend. Nicht Erwerb und Steigerung der Macht waren für die Leistungen der ottonischen Herrscher der Maßstab, sondern ihre Integrationsfunktion. Dem Königtum sei nach Keller die Aufgabe zugefallen, die einzelnen Adelsherrschaften „über die Gestaltung der personalen Beziehungen zu integrieren und ihnen so die Qualität einer Herrschafts- und Rechtsordnung zu verleihen“.